# Alfred Fornander
Johan Alfred Uno Fornander, född 27 februari 1855 i Långasjö församling, Kronobergs län, död 14 april 1937 i Solna församling, Stockholms län, var en svensk bankman och riksdagsman.
Fornander var sparbanksdirektör i Växjö. Han var även politiker och ledamot av riksdagens andra kammare 1907–1912 samt ordförande i Växjö stadsfullmäktige 1918–1924.